# Rosidor fils
Claude-Ferdinand Guillemay du Chesnay, dit Rosidor fils, est un acteur et dramaturge français né vers 1660 et mort après 1718.

## Biographie
Fils des comédiens Jean Guillemay du Chesnay et Charlotte Meslier, il joue à Bordeaux en 1687 puis est engagé à Rouen dans la troupe du Dauphin en 1690. Il débute à la Comédie-Française en novembre 1691 mais est refusé.
Repartant en province, il joue à Bruxelles en 1695, puis dans la troupe du duc de Lorraine, avec laquelle il est à Metz et à Aix-la-Chapelle en 1698. En 1699, il passe au service du roi de Suède et joue à Stockholm jusqu'en 1706. Quittant la Suède, il s'arrête à Hambourg en 1708, à Kiel en 1709, puis à Prague en 1718, où l'on perd sa trace.
Il a donné au théâtre les pièces suivantes :
- Les Amours de Merlin, Rouen, 1691.
- Divertissements du temps, ou la Magie de Mascarille, sans lieu, 1691.
- Les Valets de chambre nouvellistes, Stockholm, 1701

édition critique : Les valets de chambre nouvellistes. Comédie inédite en cinq actes et en prose, écrite à Stockholm vers 1701. Texte établi, présenté et annoté par Mohamed Samy Djelassi, Stockholm, Almqvist och Wiksell, coll. « Studia romanica Upsaliensia » (no 42), 1988 (ISBN 91-554-2186-5).